# Günter Barton

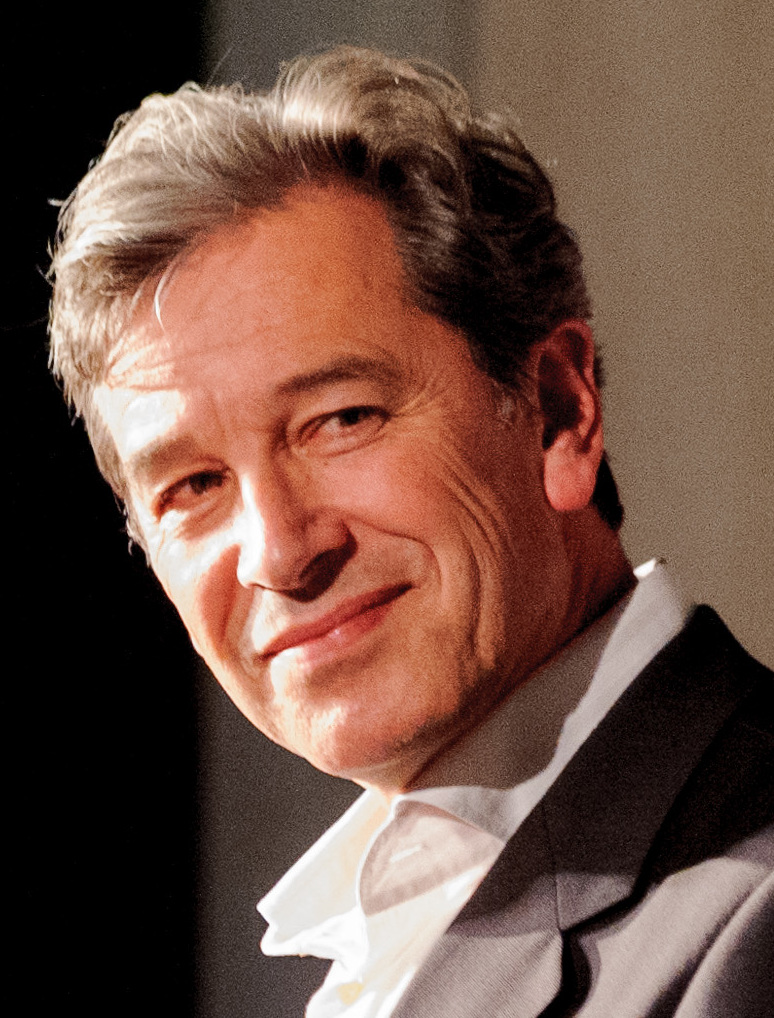
Günter Barton (2012)

Günter Barton (* 1955 in Friedrichshafen) ist ein deutscher Schauspieler.

## Leben
Seine Ausbildung erhielt Günter Barton an der Hochschule für Musik und Theater Hamburg. Zudem studierte er Gesang an der Musikhochschule Köln. Seine Engagements führten ihn u. a. an das Theater an der Wien, das Thalia Theater und das Renaissance-Theater Berlin, wo er mit Regisseuren wie George Tabori, Jérôme Savary und Michael Schottenberg arbeitete. In Berlin machte er sich als einer der Comedian Harmonists (Harry Frommermann), dem größten Ku’damm-Erfolg der letzten Jahre – ausgezeichnet mit dem Goldenen Vorhang und dem Berliner Bär (B.Z.-Kulturpreis) –, einen Namen.
Barton wurde Mitte der 1980er-Jahre einem breiten Publikum durch seine Rolle des Gerd Weinbauer in der Serie Lindenstraße bekannt. Rund 20 Jahre später kehrte er kurzzeitig in die Serie zurück, um den Freitod seiner Figur darzustellen.
Im Jahr 2003 spielte er in einigen Folgen der Daily Soap Gute Zeiten, schlechte Zeiten die Rolle des Rainer Specht. Im Jahr 2009 stieg er in die neue Daily Soap Eine wie keine ein. Er spielte ab der vierten Folge den Hotelbesitzer Julius Aden, der in der 145. Folge (2010) den Serientod starb. Von November 2014 bis Januar 2015 war er in der Daily Soap Verbotene Liebe als Harro Helmke zu sehen. Von Mai bis August 2015 spielte er die Rolle Hermann Stürzebecher in der Telenovela Sturm der Liebe.
Günter Barton, der auch als Hörsprecher arbeitet, lebt mit seiner Familie in Berlin.

## Filmografie
- 1986–1987, 2007: Lindenstraße (Fernsehserie, 61 Folgen)
- 1996: SK-Babies (Fernsehserie, 1 Folge)
- 1996–2003: Die Wache (Fernsehserie, 3 Folgen, verschiedene Rollen)
- 1997: Ein Bayer auf Rügen (Fernsehserie, 1 Folge)
- 1998–2012: Alarm für Cobra 11 – Die Autobahnpolizei (Fernsehserie, 3 Folgen, verschiedene Rollen)
- 2003: Im Namen des Gesetzes (Fernsehserie, 1 Folge)
- 2003: Gute Zeiten, schlechte Zeiten (Fernsehserie)
- 2004–2007: Der letzte Zeuge (Fernsehserie, 2 Folgen, verschiedene Rollen)
- 2005–2010: Unser Charly (Fernsehserie, 5 Folgen)
- 2006: SOKO Wismar (Fernsehserie, 1 Folge)
- 2006: Küstenwache (Fernsehserie, 1 Folge)
- 2006: Angie (Fernsehserie, 1 Folge)
- 2007: Löwenzahn (Fernsehserie, 1 Folge)
- 2007: Die Rettungsflieger (Fernsehserie, 1 Folge)
- 2007: R. I. S. – Die Sprache der Toten (Fernsehserie, 1 Folge)
- 2008: SOKO Köln (Fernsehserie, 1 Folge)
- 2008: Treuepunkte
- 2008: Dörte’s Dancing
- 2009: SOKO Kitzbühel (Fernsehserie, 1 Folge)
- 2009: Kommissar Stolberg (Fernsehserie, Folge: Die zweite Chance)
- 2009: SOKO Wien (Fernsehserie, 1 Folge)
- 2009: Der Raketenmann – Wernher von Braun und der Traum vom Mond
- 2009–2010: Eine wie keine (Fernsehserie, 142 Folgen)
- 2011–2018: Die Rosenheim-Cops (Fernsehserie, 3 Folgen, verschiedene Rollen)
- 2011: Das Duo (Fernsehserie, 1 Folge)
- 2011: Flemming (Fernsehserie, 1 Folge)
- 2012: Heiter bis tödlich: Fuchs und Gans (Fernsehserie, 1 Folge)
- 2014–2019: SOKO Leipzig (Fernsehserie, 2 Folgen, verschiedene Rollen)
- 2014–2015: Verbotene Liebe (Fernsehserie)
- 2015: Nele in Berlin
- 2015: Sturm der Liebe (Fernsehserie, 41 Folgen)
- 2016: Rosamunde Pilcher – Ex & Liebe
- 2016: Der Staatsanwalt (Fernsehserie, 1 Folge)
- 2016: Die Spezialisten – Im Namen der Opfer (Fernsehserie, 1 Folge)
- 2017: Bad Cop – kriminell gut (Fernsehserie, 6 Folgen)
- 2017: Heirat mit Hindernissen
- 2019: Familie Dr. Kleist (Fernsehserie, 1 Folge)
- 2020: Zu den Sternen
- 2023: Die Füchsin: Alte Sünden (Fernsehreihe)

## Medien
Hörbücher
- „Geschichte des Saxophons“
- „Die Tagebücher des Dr. Ralph Benatzky“
- „Das war sein Milljöh/Heinrich Zille“